# 5 rubli (1842–1849) MW
5 rubli (1842–1849) MW – złota moneta o wartości pięciu rubli, bita na podstawie ukazu carskiego unifikującego z dniem 1 stycznia 1842 r. systemy monetarne Królestwa Kongresowego i Imperium Rosyjskiego. Monetę bito w mennicy w Warszawie, w latach 1842–1849, według rosyjskiego systemu wagowego – zołotnikowego, opartego na funcie rosyjskim.

## Awers
Na tej stronie umieszczono orła cesarstwa rosyjskiego – dwugłowy orzeł z trzema koronami, w prawej łapie trzyma miecz i berło, w lewej jabłko królewskie, na piersi tarcza herbowa ze Św. Jerzym na koniu powalającym smoka, wokół tarczy łańcuch z krzyżem Św. Andrzeja, na skrzydłach orła sześć tarcz z herbami – z lewej strony Kazania, Astrachania, Syberii, z prawej strony Królestwa Polskiego, Krymu i Wielkiego Księstwa Finlandii. Na dole, po obu stronach ogona orła, znajduje się znak mennicy w Warszawie – litery M.W., a dookoła otok z perełek.

## Rewers
Na tej stronie umieszczono nominał „5", z jego prawej i lewej strony rozety, poniżej napis „РУБЛЕЙ”, pod nim rok: 1842, 1846, 1848 lub 1849, otokowo napis:

ЧИСТАВО ЗОЛОТА 1 ЗОЛОТНИКЪ 39 ДОЛЕЙ

a dookoła otok z perełek.

## Opis
Monetę bito w mennicy w Warszawie, w złocie próby 916, na krążku o średnicy 23 mm, masie 6,5353 grama, z rantem skośnie ząbkowanym. Według sprawozdań mennicy w latach 1842–1849 w obieg wypuszczono 1 375 monet.
Stopień rzadkości poszczególnych roczników przedstawiono w tabeli:
| Rocznik           | Stopień rzadkości | Szacowana liczba egzemplarzy | Uwagi                                                       |
| ----------------- | ----------------- | ---------------------------- | ----------------------------------------------------------- |
| 5 rubli 1842 M.W. | R5                | 26–120                       |                                                             |
| 5 rubli 1846 M.W. | R7                | 4–6                          | w niektórych polskich katalogach jako moneta próbnego bicia |
| 5 rubli 1848 M.W. | R5                | 26–120                       |                                                             |
| 5 rubli 1849 M.W. | R6                | 7–25                         | w niektórych polskich katalogach jako moneta próbnego bicia |

W numizmatyce rosyjskiej moneta zaliczana jest do kategorii monet cara Mikołaja I.
Moneta o tym samym nominale i takich samych rysunkach rewersu i awersu, poza Warszawą, była bita jeszcze w jednej mennicy:
| Nominał | Lata                   | Znak mennicy | Mennica    |
| ------- | ---------------------- | ------------ | ---------- |
| 5 rubli | 1842–1850              | С.П.Б.       | Petersburg |
| 5 rubli | 1842, 1846, 1848, 1849 | M.W.         | Warszawa   |